# Precious Ugwu
Precious Ugwu, né le 8 février 2006 à Filderstadt, est un footballeur néerlandais qui joue au poste de défenseur central à l'Ajax Amsterdam.

## Biographie

### Carrière en club
Né à Filderstadt en Allemagne, Precious Ugwu est formé par l'Ajax Amsterdam, où il commence sa carrière professionnelle avec l'équipe reserve en championnat des Pays-Bas de deuxième division lors de la saison 2023-2024.

### Carrière en sélection
En juin 2025, Ugwu est convoqué avec l'équipe des Pays-Bas des moins de 19 ans pour participer au Championnat d'Europe des moins de 19 ans qui a lieu en Roumanie.
Les Pays-Bas remportent la demi-finale contre la Roumanie, sur le score de 3-1.

## Palmarès
À venir